# Эдуард Плантагенет, 17-й граф Уорик
Эдвард также Эдуард Плантагенет, 17-й граф Уорик (25 февраля 1475 — 28 ноября 1499) — единственный выживший сын Джорджа Плантагенета, 1-го герцога Кларенса и Изабеллы Невилл, младший брат блаженной Маргарет Поул, графини Солсбери. Возможный претендент на трон Англии в период правления королей Ричарда III и Генриха VII. Он был последним законным представителем дома Йорков по мужской линии, а после его смерти угасла и династия Плантагенетов по мужской линии.

## Биография

### Происхождение
Эдуард Плантагенет родился 25 февраля 1475 года в Уорике, в фамильном имении его матери, Изабеллы Невилл. Отцом мальчика был Джордж Плантагенет, герцог Кларенс. Кроме Эдуарда в семье было ещё трое детей, однако из них зрелого возраста достигла только дочь Маргарет. По отцу Эдуард был внуком Ричарда, герцога Йоркского, заявившего права на английскую корону для дома Йорков, и Сесили Невилл; двое из трёх братьев отца Эдуарда были королями Англии (Эдуард IV и Ричард III), а единственная сестра его матери, леди Анна, была королевой при младшем из них.
По матери Эдуард был внуком «делателя королей» Ричарда Невилла, графа Уорика, и Анны Бошан. Через последнюю он был наследником обширных владений Бошанов и Диспенсеров, права на большую часть которых парламент закрепил за Изабеллой в феврале 1475 года — в те самые дни, когда родился Эдуард.

### При Эдуарде IV
Когда Эдуарду не было ещё и двух лет, его мать умерла 22 декабря 1476 года после очередных родов; уже 1 января умер и новорождённый, получивший имя Ричард. Герцог Кларенс, твёрдо уверенный, что жену отравили, казнил двух слуг. В дальнейшем герцог стал строить заговор против брата-короля и поэтому в феврале 1478 года был осуждён и казнён. Все владения и титулы Кларенса были конфискованы. Позднее Эдуарду был возвращён титул графа Уорика, который он должен был унаследовать после смерти отца, но король решил, что это будет только титул учтивости: ни владения, ни пэрство Эдуарду возвращены не были. Вместе с тем, его сестра Маргарет становилась предполагаемой наследницей при брате.

### При Ричарде III
В 1483 году умер король Эдуард IV. Новым королём на недолгое время стал кузен Эдуарда, Эдуард V; но вскоре лорд-протектор герцог Глостер объявил юного короля, его брата и пятерых сестёр незаконнорождёнными. В то же время Эдуард и его сестра, принадлежавшие к следующей по старшинству ветви Йоркской династии, отстранялись от престола как дети человека, казнённого за государственную измену. Через четырнадцать дней герцог Глостер был коронован вместе с женой в Вестминстерском аббатстве. В сентябре Эдуард, пребывавший с королевской четой в королевской поездке, в Йорке был произведён в рыцари.
Вскоре после коронации Ричард III отправил племянников в Шериф-Хаттон, Йоркшир. Супруга Ричарда, Анна, имевшая с сестрой хорошие отношения, позаботилась о том, чтобы у её племянников было всё необходимое. Когда король в июле 1484 года создал Совет Севера для управления северными графствами, он включил в состав этого органа девятилетнего Эдуарда.
После смерти единственного сына Ричарда III Эдуарда Миддлгемского в апреле 1484 года королю пришлось решать проблему престолонаследия. По сообщениям некоторых авторов, королева Анна настояла на том, чтобы Ричард назвал своим предполагаемым наследником графа Уорика; когда Анна умерла в марте 1485 года, Ричард передал права на корону другому своему племяннику — Джону де Ла Полю, графу Линкольну, сыну его старшей сестры Елизаветы. Российский историк Вадим Устинов считает такую версию событий крайне сомнительной: по его мнению, лорды не одобрили бы такой выбор из-за слишком юного возраста наследника. Елена Браун пишет, что Ричард, потеряв сына, выбирал между двумя племянниками и уже в августе 1484 года выбрал Линкольна как взрослого человека и опытного полководца. В любом случае назначение нового наследника публично провозглашено не было.
В 1485 году король Ричард III был убит в битве при Босворте, и новым королём стал Генри Тюдор. По договору между Маргарет Бофорт и Елизаветой Вудвилл новый король женился на кузине Эдуарда, Елизавете Йоркской. Эдуард с сестрой оказался при дворе, но в отличие от Маргарет, которая стала фрейлиной при царственной кузине, вскоре был заточён в Тауэр, поскольку Генрих VII чувствовал, что он может угрожать его правлению. Несмотря на заключение, Эдуард сохранил графский титул.

### Восстание Симнела
24 мая 1487 года в Крайстчерчском соборе в Дублине под именем Эдуарда VI был коронован Ламберт Симнел. Мальчик родился около 1477 года; настоящее его имя и происхождение не известны. В возрасте около 11 лет он был взят на воспитание священником, получившим образование в Оксфорде, Ричардом Саймоном, который заметил невероятное сходство Ламберта с детьми короля Эдуарда IV. Первоначально Саймон, рассчитывавший стать новым «делателем королей» и давший мальчику хорошее образование, планировал выдать его за Ричарда из Шрусбери. Однако очевидная разница в возрасте между Ламбертом и принцем Ричардом, а также слухи о побеге из Тауэра Эдуарда заставили Саймона изменить план. 4 июня мятежники, которых возглавили Фрэнсис Ловел, 1-й виконт Ловел, и Джон де ла Поль, граф Линкольн, высадились в Ланкашире; 16 июня состоялась битва при Стоук-Филд, в которой сторонники Симнела потерпели поражение.
В самый разгар восстания в 1487 году Эдуард ненадолго появился на публике в соборе Святого Павла, чтобы доказать, что он жив и находится в Лондоне. Следующие несколько лет мальчик не покидал Тауэр. При этом у него оставались сторонники как в Англии, так и на континенте. Известно, что в 1490 году аббат Абингдон был казнён за участие в заговоре, целью которого было освободить графа Уорика; тогда же находившийся во Франции купец из Эксетера Джон Тейлор написал письмо Джону Хейесу, когда-то приближённому Эдуарда, перешедшему на службу к Тюдорам. В этом письме Тейлор обещал, что французский король Карл VIII окажет всемерную поддержку графу Уорику и всем его сторонникам — как деньгами, так и войсками.

### Гибель
В 1491 году человек по имени Перкин Уорбек под влиянием Джона Тейлора объявил себя принцем Ричардом Шрусбери, 1-м герцогом Йоркским, и заявил свои права на английский престол. Он распространял слухи о своём чудесном спасении из Тауэра и добился расположения нескольких европейских монархов и представителей знати, среди которых были тётка реального Ричарда, герцогиня Маргарита Бургундская, и шотландский король Яков IV, выдавший за самозванца свою родственницу леди Кэтрин Гордон. Позднее, после восстания и пленения королём Генрихом VII, Уорбек признал себя самозванцем, был выпущен из Тауэра и хорошо принят при дворе. После 18 месяцев при дворе Уорбек попытался бежать, но был схвачен и посажен в Тауэр.
В заключении Уорбек снова стал строить план побега, в котором оказался замешан (вольно или невольно) Эдуард: по невыясненным обстоятельствам узники общались между собой. 21 ноября 1499 года Эдуард предстал перед судом пэров, в котором председательствовал Джон де Вер, 13-й граф Оксфорд. В документах того суда значилось, что Уорбек вновь провозгласил себя королём, а Эдуард присягнул ему на верность и планировал созвать сторонников своего отца под знамёна самозванца. Почти пятнадцать лет, проведённые в заключении, пошатнули душевное состояние Уорика. Эдуард признал вину и был приговорён к смерти. Одной из причин столь сурового решения могло стать появление очередного самозванца весной 1499 года. Некто Ральф Вулфорд на границе Саффолка и Норфолка «назвался графом Уориком и хитростью и коварством привлёк к себе некоторых сторонников». Его схватили, и он сознался, что несколько раз получал во сне приказы назвать себя сыном герцога Кларенса. Самозванца повесили, но именно этот инцидент мог убедить Генриха VII в том, что необходимо радикальное решение проблемы.
Спустя шесть дней после вынесения приговора граф Уорик был обезглавлен на Тауэрском холме. По распоряжению короля и на средства короны тело и голова Эдуарда были перевезены и захоронены в Бишемском аббатстве в Беркшире.
События, связанные с заговором, в котором участвовал Уорик, происходили тогда, когда шли переговоры о браке Артура, принца Уэльского, с дочерью Католических королей Екатериной Арагонской. Многие современники считали, что казнь Уорика была совершена под давлением Фердинанда II и Изабеллы I, которые считали, что в будущем Эдуард может угрожать правлению их зятя и дочери. Кроме того, они считали, что само существование Эдуарда ставит под сомнение легитимность правления Тюдоров. Позднее Екатерина признавалась, что чувствовала свою вину в смерти Уорика и считала испытания, выпавшие на её долю, наказанием за это.
Многие историки утверждают, что Эдуард был психически нездоров, однако Хейзел Пирс считает, что эти выводы основывались на записях хрониста Эдварда Холла, который отмечал, что Уорик находился в заключении так долго «вне человеческого общества, не видя животных, что был не в состоянии отличить гуся от каплуна». Вероятно, Холл просто имел в виду, что длительное тюремное заключение, начавшееся, когда ему было всего десять лет, сделало Уорика наивным и неискушенным.
Со смертью Эдуарда пресеклась законная мужская линия Плантагенетов.

## В культуре
Эдуард появляется в шекспировской пьесе «Ричард III» как малолетний сын герцога Кларенса. Кроме того, он является одним из персонажей романа Филиппы Грегори «Первая роза Тюдоров, или Белая принцесса»; в романе Эдвард, в семье носящий прозвище Тедди, предстаёт умственно отсталым ребёнком, который привязан к сестре и кузине Елизавете; ввиду моральной несостоятельности мальчик становится соучастником заговора Уорбека с целью побега, признаётся во всём перед судьями и умирает на плахе. В одноимённой экранизации романа роль Тедди сыграл Рис Коннас.

## Комментарии
1. ↑  Также, по праву рождения, Эдуард мог именоваться Эдуардом Йоркским и Эдуардом Кларенсом.